# 山梨勝之進
山梨 勝之進（やまなし かつのしん、1877年〈明治10年〉7月26日 - 1967年〈昭和42年〉12月17日）は、日本の海軍軍人。海兵25期次席・海大5期。最終階級は海軍大将。従二位勲一等。
主だった軍歴を軍政部門に歩み、山本権兵衛・加藤友三郎の系譜を継ぐ人物と目されていた。
秦郁彦は、下記のように評している。
いわゆる条約派の1人。また帝国海軍の77名の大将のうち、艦隊司令長官職を経験していない9名のうちの1人である。
海軍の現役を退いた後に学習院長を務め、皇太子・明仁親王の教育を担った。

## 概要

### 海軍士官となる
宮城県宮城郡仙台出身。旧仙台藩士（上士）山梨文之進の長男として生まれ、宮城英学校を経て海軍兵学校（25期）に入校、次席で卒業して恩賜品を拝受。海兵25期の同期生には、松岡静雄、鳥巣玉樹、四竈孝輔らがいる。海軍大学校甲種学生5期を卒業。
山本権兵衛の副官などを務め、ワシントン軍縮会議では全権随員として加藤友三郎を補佐。人事局長在任中は軍縮条約を日本国内で反映させるべく尽力し、また海軍大臣・財部彪に鹿児島優遇人事をやめるよう進言している。

### ロンドン軍縮会議
中将の時に海軍次官を務め（1928年（昭和3年）12月10日- 1930年（昭和5年）12月1日）、1930年1月 - 4月に開催されたロンドン海軍軍縮会議を妥結させるために奔走した。反対勢力から暗殺される危険があったが、軍務局長・堀悌吉、海軍省先任副官・古賀峯一と共に、暗殺される覚悟で所信を貫いた。軍縮会議全権となった海軍大臣の財部彪が不在のため、山梨が海軍省を預かり、岡田啓介（前・海軍大臣、軍事参議官）の助力を得て、艦隊派の軍令部次長・末次信正をして「山梨のごとき知恵ある人物にはかなわず」と言わしめる活躍であった。
ロンドン海軍軍縮会議の際に反対派が持ち出した理論が統帥権干犯であるが、山梨の見解は下記の通り。

### 予備役へ
ロンドン海軍軍縮会議の妥結のために尽力した山梨への、伏見宮博恭王や東郷平八郎を頂点とする艦隊派の反発は強く、伏見宮が「山梨はいったい、軍服を着ているのか」と述べたほどであった。艦隊派から忌避された山梨は、同年10月にロンドン海軍軍縮条約が批准された後に次官を更迭され、佐世保鎮守府司令長官、呉鎮守府司令長官を経て1932年（昭和7年）に海軍大将に親任されたものの、翌1933年（昭和8年）3月11日、大角人事により現役を追われた。この時、山梨は満56歳であった。

### 学習院長
予備役編入から6年間、千歳船橋（現：東京都世田谷区 千歳船橋駅付近）の自宅に閑居していた山梨であるが、昭和14年（1939年）10月、宮内大臣・松平恒雄（松平は、山梨と共に大正10年〈1921年〉のワシントン海軍軍縮会議で随員を務め、山梨の人柄を良く知っていた）と、海軍大臣・米内光政の両名の推挙により、皇太子・明仁親王の教育を任せられる人材として学習院長に就任した。明仁親王は、翌年の昭和15年（1940年）4月に学習院初等科に入学した。

### 戦後
戦後は公職追放となり（1952年〈昭和27年〉追放解除）、宮城育英会五城寮舎監、水交会初代会長を務めつつ、軍人恩給の復活に尽力し、海上自衛隊の創建にあたっては吉田茂ら政財界の説得にあたった。
中村悌次（海兵67期首席、第11代海上幕僚長）は、戦後の山梨について下記のように記している。
1965年（昭和40年）にはかつて副官を務めた山本権兵衛を偲ぶ会を催した。

### 戦史講義
82歳の時から、中山定義・杉江一三・内田一臣らの帝国海軍出身の海上自衛隊首脳の依頼で、海上自衛隊幹部学校（帝国海軍の海軍大学校に相当）で戦史講義を定期的に行った。山梨は毎年の講義の準備に最低でも3か月を費やし、外国戦史についての不明点は在日外国大使館に照会するか、もしくは原書を借用して解消し、講義の前にはリハーサルを行って強調すべき箇所や話す順序を工夫した。
1957年（昭和32年）に第3期高級課程学生として山梨の講義を受けた中村悌次は、
| 「 | 山梨は時に教壇の机に置いた分厚い原書をめくり、時に教壇の上を歩き、熱弁を振るった。13時から16時までの3時間の予定が、18時過ぎにようやく終わった。高齢の山梨は椅子に座って講義するよう幹部学校長から勧められていたが、一度も椅子に座ることはなく、5時間の中で休憩を2回取っただけで教壇に立ち続けた。（要約） | 」 |

という趣旨を述べている。
最終講義は、山梨が89歳であった1966年（昭和41年）11月、死去の前年であった。初期以外は速記によって講義録が作られており、山梨の死去の翌年、1968年（昭和43年）に幹部学校の部内資料『山梨大将講話集』としてまとめられ、1981年（昭和56年）に『歴史と名将』と題されて毎日新聞社から公刊された。400字詰めの原稿用紙で1,200枚の大著であった。

### 死去
89歳の1966年（昭和41年）11月3日に宮中杖を下賜され、翌年の1967年（昭和42年）12月17日に死去。90歳没。特旨により、位一級を進められて従二位に叙された。
墓所は、東京・青山墓地（第二二号一種イ八側六番）。

## 人物像

### 人格
温厚な性格ながら粘り強さを備えた人物であり、およそ人の批判をするようなことはなかった。
山梨の子息である山梨進一・埼玉大学名誉教授によると、山梨は自己宣伝が大嫌いであり、「人間は自分のしたことなど口にすべきではない。自分のことは他人が言ってくれるのだ」と常に語っていたという。
ロンドン軍縮会議全権であった若槻禮次郎は、予備役編入後の山梨と会った時のことを下記のように記している。
海軍の後輩である堀悌吉（山梨は兵25期、堀は兵32期）との信頼関係が厚かった。
同じく海軍の後輩である井上成美（兵37期）の、山梨に対する評価は高い。
昭和天皇は、戦後まだ間もない頃に、雑誌「心」の同人であった文人たちとの座談で、長與善郎から「陛下にお仕えした重臣や軍人の中で、陛下がもっとも篤く信任なさった者は誰でございますか」という趣旨を問われ、「山梨勝之進」と即答した（長與の著書より）。長與は「陛下は自分自身の性質から、こういう本当に真面目で地味な人がお好きで、共鳴を感じられるのかと思った。」と記している。山梨進一によると、山梨は、この話題が出るたびに恐懼し、話題を変えようと一生懸命になったという。

### 卓越した軍政家
山梨の軍政家としての手腕は海軍部内でも卓越していた。
山梨の海軍次官在任当時、内務大臣であった安達謙蔵は、海軍部外者の立場から
と評している（安達の自叙伝より）。

### 艦長としての操艦
その山梨も、艦長としての操艦はすこぶるつきの下手で、特に入港時の操艦では、そばにいる者をハラハラさせどおしであった、と富岡定俊少将（兵45期）が回想している。山梨が艦長を務めたのは、戦艦「香取」艦長の1回のみ（1917年〈大正6年〉12月1日から1年間）だが、この時点では「軍艦職員勤務令」で「艦長は其の出入港、狭小なる水路の通過及艦隊陣形変換等の時は必ず自ら其の艦の運用を掌るべし」と規定され、艦長に入港時の操艦義務が課されていた。山梨が「香取」艦長を退任した翌年、1919年（大正8年）に、新たに「艦船職員服務規定」が制定され、駆逐艦・潜水艦のような小艦艇を除き、出入港など注意を要する状況においても航海長が操艦することが許された。
一方、山梨が「香取」艦長を務めていた時に、同艦に少尉として乗組んでいた栗原悦蔵少将（兵44期）は、「香取」艦長としての山梨の操艦について「最初は不慣れであったものの、すぐに僚艦の艦長と同等レベルまで上達した」という趣旨を述べている。栗原は「初級士官時代に『香取』で山梨の薫陶を受けたのは一生の収穫であった」という趣旨を述べており、後年も、山梨と会うたびに「香取」時代の思い出話が尽きなかった。

### 語学力
海軍兵学校に入校する前に宮城英学校でアメリカ人教師の指導を受けていたこと、青年士官時代に戦艦「三笠」回航委員としてイギリスに2年間駐在したことなどにより、高度な英語力を有していた。

### その他
同じく海軍の永野修身と同様、小原國芳の良き理解者であり、小原流教育の支援者だった。
2013年現在、山梨の蔵書（洋書以外は、ほとんどが漢籍）は、山梨が最晩年に戦史講義を行った海上自衛隊幹部学校（東京都目黒区）の図書館に「山梨文庫」として所蔵されている。2018年現在、同じく海上自衛隊幹部学校には「山梨大将像」（ブロンズ胸像、制作：山名常人）が所蔵されている。
2013年現在、仙台・中島丁（現・仙台市青葉区八幡）の山梨家跡地（2,500坪）は、2/3が宮城県宮城第一高等学校の、1/3が尚絅学院の敷地となっており、宮城一高の構内には、山梨の漢詩を刻んだ「山梨勝之進先生生家跡」の碑が現存する。

## 年譜
- 1877年（明治10年）7月26日- 宮城県宮城郡仙台・中島丁生

- 1895年（明治28年）1月29日- 海軍兵学校第25期入校
- 1896年（明治29年）12月12日- 学術優等牌品行善良牌を受ける。
- 1897年（明治30年）12月18日- 海軍兵学校卒業（次席）、少尉候補生、砲艦「金剛（初代）」乗組
- 1898年（明治31年）3月17日- 練習艦遠洋航海 シドニー-ブリスベーン-メルボルン方面巡航
  - 9月18日- 帰着
  - 9月27日- 戦艦「八島」乗組
- 1899年（明治32年）2月1日- 海軍少尉に任官
- 1900年（明治33年）5月15日- 戦艦「三笠」本国回航委員
  - 9月25日- 海軍中尉に進級
- 1901年（明治34年）5月11日- 戦艦「三笠」乗組
- 1902年（明治35年）3月13日- 戦艦「三笠」、イギリス出発
  - 5月18日- 帰朝
  - 5月19日- 2等戦艦「扶桑（初代）」水雷長心得 兼 分隊長心得
- 1903年（明治36年）9月26日- 海軍大尉に進級
- 1904年（明治37年）5月8日- 砲艦「済遠」分隊長
  - 10月6日- 2等戦艦「扶桑（初代）」航海長
- 1905年（明治38年）8月5日- 2等巡洋艦「千歳（初代）」航海長
  - 11月13日- 第四艦隊参謀
  - 12月20日- 練習艦隊参謀
- 1906年（明治39年）1月25日- 海軍大学校甲種第5期学生
- 1907年（明治40年）12月17日- 海軍大学校卒業
  - 12月18日- 舞鶴鎮守府参謀 兼 望楼監督官
- 1908年（明治41年）2月20日- 海軍省副官心得 兼 海軍大臣秘書官
  - 7月31日- 軍事参議官附
  - 9月25日- 海軍少佐に進級
- 1910年（明治43年）3月1日- 巡洋戦艦「生駒」分隊長
- 1911年（明治44年）7月15日- 海軍省副官 兼 海軍大臣秘書官 兼 軍事参議官副官
- 1912年（大正元年）12月1日- 海軍中佐に進級
- 1913年（大正2年）4月- 横須賀鎮守府附[4]
  - 9月20日- 巡洋戦艦「比叡」副長[4]
- 1914年（大正3年）8月20日- 海軍軍令部出仕 兼 参謀[4]
  - 8月25日- 対独戦従事
  - 9月26日- 在東洋イギリス艦隊司令長官旗艦「エンブレスオブジャパン」乗艦
  - 12月13日- 「エンプレスオブジャパン」退艦
- 1915年（大正4年）2月1日- 海軍大学校教官
  - 2月9日- 海軍軍令部参謀
- 1916年（大正5年）2月- 海軍軍令部出仕[4]
  - 3月から11月：欧米出張
  - 12月1日- 海軍大佐に進級
- 1917年（大正6年）12月1日- 戦艦「香取」艦長
- 1918年（大正7年）12月1日- 海軍省軍務局第1課長
- 1921年（大正10年）8月17日- 海軍軍令部出仕
  - 大正10年9月から大正11年2月- ワシントン海軍軍縮会議 全権随員
  - 12月1日- 海軍少将に進級
- 1922年（大正11年）2月23日- 帰朝
  - 5月25日- 横須賀鎮守府参謀長
- 1923年（大正12年）9月5日- 海軍省人事局長
- 1924年（大正13年）12月1日- 海軍軍令部出仕
- 1925年（大正14年）4月15日- 横須賀海軍工廠長
  - 12月1日- 海軍中将に進級
- 1926年（大正15年）12月10日- 海軍艦政本部長 兼 将官会議議員[29]
- 1928年（昭和3年）12月10日- 海軍次官
- 1930年（昭和5年）- 海軍軍令部出仕
  - 12月1日- 佐世保鎮守府司令長官に親補される
- 1931年（昭和6年）10月31日- 勲二等旭日重光章
  - 12月1日- 呉鎮守府司令長官に親補される
- 1932年（昭和7年）4月1日- 海軍大将に親任される
  - 5月14日- 勲一等瑞宝章
  - 12月1日- 軍事参議官に親補される
- 1933年（昭和8年）3月6日- 待命
  - 3月11日- 予備役編入
- 1939年（昭和14年）10月4日- 学習院長（勅任官）
- 1946年（昭和21年）10月4日- 東宮御教育参与
  - 10月15日- 学習院長 辞任
- 1948年（昭和23年）10月26日- 東宮御教育参与 辞任
- 1951年（昭和26年）1月24日- 新海軍再建委員会顧問
- 1952年（昭和27年）5月10日- 戦争受刑者家族世話会理事
  - 9月14日- 水交会初代会長
- 1963年（昭和38年）4月27日- 水交会顧問
- 1964年（昭和39年）4月1日- 仙台育英会会長
  - 7月26日- 学習院名誉院長
- 1966年（昭和41年）11月3日- 宮中杖を下賜される
- 1967年（昭和42年）12月17日- 死去。90歳没。特旨をもって位一級進められ、従二位に叙せられる

## 栄典
位階
- 1899年（明治32年）3月10日 - 正八位[30]
- 1900年（明治33年）12月8日 - 従七位[31]
- 1903年（明治36年）12月19日 - 正七位[32]
- 1908年（明治41年）12月11日 - 従六位[33]
- 1913年（大正2年）2月10日 - 正六位[34]
- 1916年（大正5年）12月28日 - 従五位[35]
- 1922年（大正11年）1月20日 - 正五位[36]
- 1925年（大正14年）12月28日 - 従四位[37]
- 1930年（昭和5年）12月27日 - 正四位[38]
- 1933年（昭和8年）
  - 2月1日 - 従三位[39]
  - 3月24日 - 正三位[40]
- 1967年（昭和42年）12月17日 - 従二位

勲章等
| 受章年                    | 略綬 | 勲章名                   | 備考 |
| ------------------------- | ---- | ------------------------ | ---- |
| 1906年（明治39年）4月1日  |      | 功五級金鵄勲章           |      |
| 1906年（明治39年）4月1日  |      | 勲五等双光旭日章         |      |
| 1906年（明治39年）4月1日  |      | 明治三十七八年従軍記章   |      |
| 1913年（大正2年）11月28日 |      | 勲四等瑞宝章             |      |
| 1915年（大正4年）11月7日  |      | 勲三等旭日中綬章         |      |
| 1915年（大正4年）11月7日  |      | 大正三四年従軍記章       |      |
| 1920年（大正9年）11月1日  |      | 戦捷記章                 |      |
| 1925年（大正14年）6月30日 |      | 勲二等瑞宝章             |      |
| 1930年（昭和5年）12月5日  |      | 帝都復興記念章           |      |
| 1931年（昭和6年）10月31日 |      | 勲二等旭日重光章         |      |
| 1932年（昭和7年）5月14日  |      | 勲一等瑞宝章             |      |
| 1940年（昭和15年）8月15日 |      | 紀元二千六百年祝典記念章 |      |

外国勲章佩用允許
| 受章年                    | 国籍           | 略綬 | 勲章名                         | 備考 |
| ------------------------- | -------------- | ---- | ------------------------------ | ---- |
| 1916年（大正5年）11月20日 | フランス共和国 |      | レジオンドヌール勲章オフィシエ |      |
| 1922年（大正11年）5月25日 | イギリス帝国   |      | 大英帝国勲章ナイト・コマンダー |      |

## 家族親族
- 妻・トシは中野健明の次女[52]。
- 長男・進一は埼玉大学名誉教授[17]。
- 二女・泰子は日商会頭を務めた足立正の二男龍雄の妻。

## 系譜
- 山梨氏

```
　　　　　　　　　　　　　　杉田湛誓
　　　　　　　　　　　　　　　┃
　　　　　　　　　　　　　　　┃
　　　　　　　　　　　　　　　┣━━石橋湛山
　　　　　　　　　　　　　　　┃　　　　┃
　　　　　　　石橋藤左衛門━━きん　　　┣━━━石橋湛一━━━久美子
　　　　　　　　　　　　　　　　　　　　┃　　　　　　　　　　　┃
　　　　　　　　　　　　　岩井尊記━━うめ　　　　　　　　　　　┃
　　　　　　　　　　　　　　　　　　　　　　　　　　　　　　　　┃
　　　　　　　　　　　　　　　　　　足立正━━━足立龍雄　　　　┃
　　　　　　　　　　　　　　　　　　　　　　　　　　┃　　　┏足立正晃
　　　　　　　　　　　　　　　　　　　　　　　　　　┣━━━┫
　　　　　　　　　　　　　　　　　　　　　　　　　　┃　　　┗啓子
　　　　　　　　　　　　　　　　　山梨勝之進━━━泰子　　　　┃
　　　　　　　　　　　　　　　　　　　　　　　　　　　　　　　┃
　　　　　　　　　　　　　　　　　　　　　　　　　　　　　　　┃
　　　　　　　　　　　　　　　　　伊藤忠兵衛━━伊藤恭一　　　┃
　　　　　　　　　　　　　　　　　　　　　　　　　┃　　　　　┃
　　　　　　　　　　　　　　　　　　　　　　　　　┃　　　　┏伊藤勲
　　　　　　　　　　　　　　　　　　　　　　　　　┣━━━━┫
　　　　　　　　　　　　　　　　　　　　　　　　　┃　　　　┗武子
　　　　　　　　　　　　　　　　　　　　　　　　　┃　　　　　┃
　　　　　　　　　　　　　　　　　本郷房太郎━━━周子　　　　┃
　　　　　　　　　　　　　　　　　　　　　　　　　　　　　　　┃
　　　　　　　　　　　　　　　　　　　　　　　　　　　　　　　┃
　　　　　　　　　　　　　　　　　　　　　　　┏河野謙三　　　┣━━━河野太郎
　　　　　　　　　　　　　　　　　河野治平━━┫　　　　　　　┃
　　　　　　　　　　　　　　　　　　　　　　　┗河野一郎　　　┃
　　　　　　　　　　　　　　　　　　　　　　　　　　┃　　　　┃
　　　　　　　　　　　　　　　　　　　　　　　　　　┣━━━河野洋平
　　　　　　　　　　　　　　　　　　　　　　　　　　┃
　　　　　　　　　　　　　　　　　　　　　　　　┏照子
　　　　　　　　　　　　　　　　　田川平三郎━━┫
　　　　　　　　　　　　　　　　　　　　　　　　┗田川誠治━田川誠一

```

## 主要著述物
- 『歴史と名将：戦史に見るリーダーシップの条件』毎日新聞社、1981年。
  - （再刊）『戦史に見るリーダーシップの条件』《上・下巻》毎日新聞社〈ミューブックス（新書版）〉、1987年。
  - （再刊）『歴史と名将：海上自衛隊幹部学校講話集』（解説：戸髙一成）KADOKAWA〈角川新書〉、2023年。ISBN 9784040824505。
- 山梨会長挨拶発起趣意書（機関誌水交） 昭和27年・第1号
- 防衛大学校第七期生卒業式における祝辞（機関誌水交） 昭和38年・第125号
- 山本伯を偲ぶ（1-4）（機関誌水交） 昭和39年・第131-134号
- 大正十年天皇陛下皇太子としての御渡欧に就いて回想（1-2）（機関誌水交） 昭和40年・第142-143号
- 加藤元帥の片鱗（1-2）（機関誌水交） 昭和42年・第167-168号